# ニュルンベルク空港
ニュルンベルク空港（独: Flughafen Nürnberg）はドイツ連邦共和国、ニュルンベルクにある国際空港である。バイエルン州ではミュンヘン国際空港についで2番目に利用者の多い空港で、ドイツ国内では10番目に位置している。2019年には約410万人の利用者があった。

## 概要
ニュルンベルクの中心部の約7km北にあり、国内線はドイツ主要都市と結ばれており、国際線は南ヨーロッパ方面の路線が充実している。アクセスの良い空港であり、ニュルンベルク中央駅など都心とは地下鉄2号線で直結している。ベルリン・テンペルホーフ空港が閉鎖されて以降、ニュルンベルク空港はドイツで唯一、地下鉄が乗り入れている空港である。乗合バス路線は、30号線がニュルンベルク北東駅から空港を経由してエアランゲン都心、33号線が空港とフュルト都心を結んでいる。土日祝の深夜から未明にかけては、空港とニュルンベルク中央駅を結ぶ深夜乗合バスN12系統も運行される。

## 歴史
- 1920年、フュルトのアッツェンホーフに民用空港が開設される。同地は第一次世界大戦期にはバイエルン王国軍の第3飛行学校であった。
- 1933年、最初のニュルンベルクの空港がマリエンベルクに開設される。
- 1939年9月1日、第二次世界大戦の開戦にともない軍の管理下に置かれ、1940年秋までに民間航空便の利用が終了する。
- 1943年8月、空爆によって大きな損害を被る。その後も修復と破壊を繰り返しながら運用が続く。
- 1945年4月17日、米軍による占領を受け、マリエンベルクの利用が終わる。
- 1950年1月2日、フュルトのハルトヘーエにニュルンベルク・フュルト産業空港が開設され、民間航空が復活する。同地はゴータ車両製造が第一次世界大戦期に設けた飛行機製造所が起源で、ドイツ再軍備後は空軍向けの完成機製造・修理・部品貯蔵が行われ、敗戦後はアメリカ空軍がアッツェンホーフとともに利用していた。
- 1955年に現在の地にニュルンベルク空港が再度開設される。これは、ドイツにおいて戦後最初の新設空港であった。
- 1977年にメインとなるエプロンが拡張される。
- 1981年、旧旅客ターミナルから大きなレストランやロビーを備えた新旅客ターミナルに置き換わる。
- 1999年には新管制塔の供用が開始され、ニュルンベルク地下鉄2号線が延伸される。
- 2002年、2,600万ユーロの建設費をかけて出発ビルの北側と西側で拡張工事が行われる。以後、貨物地区や駐車場などの整備なども続けられている。
- 2006年、8,500m2の新しくなったターミナルが竣工する。

## 利用状況
|                 | 2016    | 2017    | 2018    | 2019    | 2023    |
| --------------- | ------- | ------- | ------- | ------- | ------- |
| 航空機発着回数  | 59,602  | 64,111  | 66,074  | 61,456  | 50,313  |
| 旅客数          | 348万人 | 418万人 | 446万人 | 411万人 | 392万人 |
| 貨物取扱量 (ｔ) | 7,370   | 8,120   | 8,336   | 7,179   | 4,465   |

## 就航路線
| 航空会社         | 就航地         |
| ---------------- | -------------- |
| ルフトハンザ航空 | フランクフルト |
| エーゲ航空       | テッサロニキ   |